# Восточно-Сибирская железная дорога
Восто́чно-Сиби́рская желе́зная доро́га (В-СибЖД) — один из 16 региональных филиалов ОАО «Российские железные дороги». Обслуживаемая часть железнодорожной сети располагается на территории Республики Бурятия, Иркутской области, Забайкальского края и Республики Саха (Якутия). Управление находится в городе Иркутске. Начальник ВСЖД — Фролов Василий Федорович (с июня 2024 года).

## История
Идея сооружения железной дороги через малозаселённую и почти не исследованную область Восточной Сибири была высказана в 70-е—80-е годы XIX века. После завершения в 1884 году строительства участка Уральской железной дороги от Екатеринбурга до Тюмени, необходимость прокладки дороги стала очевидной. Для проведения изысканий по будущей трассе Транссибирской железной дороги в 1887 году были созданы три экспедиции. В 1893 году был создан комитет по сооружению Сибирской железной дороги. К 1895 году было закончено строительство Западно-Сибирской железной дороги (одного из семи участков Сибирской железной дороги) от Челябинска до станции Обь у Новониколаевского посёлка.
Первый поезд прибыл в Красноярск 6 декабря 1895 года. Со стороны Красноярска до Иркутска прямое сообщение было открыто 1 января 1899 года. В июле того же года линию продлили от Иркутска до Порта Байкал. Участок Петровский Завод — Мысовая был открыт для движения 16 декабря 1899 года. В 1900 году было закончено строительство Забайкальского участка от станции Мысовая до Сретенской. Кругобайкальская железная дорога строилась до 1905 года.
Восточно-Сибирская железная дорога организована приказом НКПС от 3 марта 1934 года из частей Забайкальской и Томской железных дорог.
В 1936 году из состава ВСЖД была выделена Красноярская железная дорога (линия Мариинск — Тайшет).
В 1939 году введена в эксплуатацию южная линия Улан-Удэ — Наушки, с перспективой развития ветки на Монголию (ныне — Трансмонгольская железная дорога).
23 июня 1941 года на ВСЖД вводится военное положение.
В 1950 году открыто движение поездов на участке Наушки — Улан-Батор.
В 1961—1979 годах в состав ВСЖД входила Красноярская железная дорога.
В июне 1964 года начал курсировать фирменный поезд «Байкал» (Иркутск — Москва).
В 1970 году полностью электрифицирован главный ход ВСЖД.
В 1976 году ВСЖД награждена орденом Трудового Красного Знамени.
В 1986 году сформирован фирменный поезд «Ангара» (Иркутск — Братск), в 1987 году — «Селенга» (Улан-Удэ — Иркутск).
В 1996 году в состав ВСЖД включено Северобайкальское отделение Байкало-Амурской железной дороги.
В 2001 году завершены основные работы на Северомуйском тоннеле. Через тоннель прошёл первый состав.
В 2005 году открыт маршрут фирменного поезда «Баргузин» (Иркутск — Забайкальск).
В 2010 году маршрут фирменного поезда «Байкал» (Иркутск — Москва) изменён на Иркутск - Санкт-Петербург.
В 2013 году фирменный поезд «Байкал» сначала стал ходить только до Новосибирска, а затем вовсе был отменён.

## Характеристика
В состав дороги входит часть Транссибирской магистрали и Байкало-Амурской железной дороги (БАМ). Управление находится в Иркутске. Граничит с Красноярской, Забайкальской, Дальневосточной железными дорогами, а также южнее станции Наушки — с железными дорогами Монголии. Эксплуатационная длина линий на 1990 год составляла 2665,4 км, на 2009 год — 3876 км.
Наиболее крупные станции: Ангарск,  Братск (станции Анзёби, Гидростроитель, Падунские Пороги), Вихоревка, Слюдянка I, Черемхово, Усолье-Сибирское, Китой, Суховская, Иркутск-Сортировочный, Иркутск-Пассажирский, Коршуниха-Ангарская, Мысовая, Новая Чара, Улан-Удэ, Заиграево, Наушки, Лена, Северобайкальск, Тайшет, Таксимо, Усть-Илимск.

## Структура

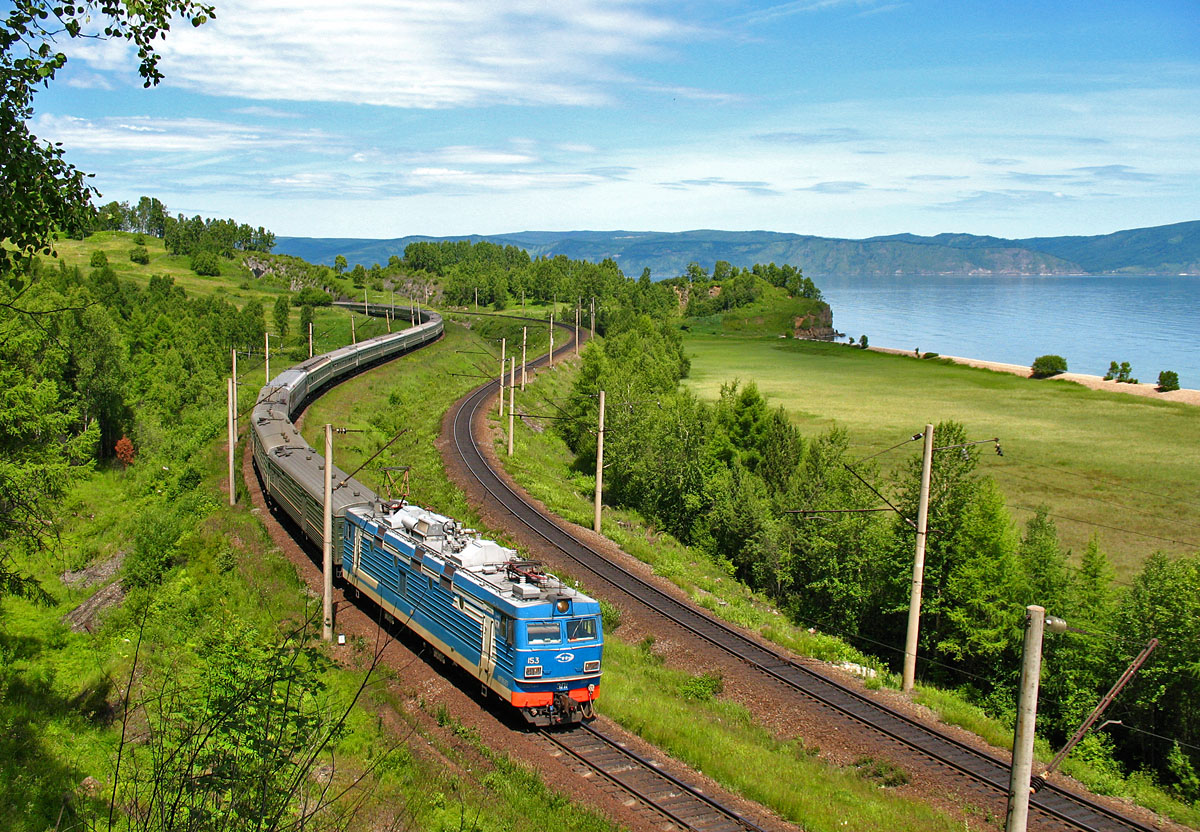
ЭП1 на перегоне Слюдянка-I - Утулик

До 2011 года в состав ВСЖД входили отделения: Тайшетское, Иркутское, Улан-Удэнское, Северобайкальское.
Решение о переходе Восточно-Сибирской железной дороги с 1 января 1997 года на безотделенческую систему управления было принято на коллегии МПС в декабре 1996 года. На ВСЖД были ликвидированы отделения и без отделений она работала до 2004 года. Неудовлетворительная эксплуатационная работа дороги на протяжении ряда лет и тяжёлое состояние с обеспечением безопасности движения поездов заставило руководство МПС принять решение вновь вернутся к структуре с отделениями.
В 2011 году отделения были вновь ликвидированы и теперь дорога имеет следующие территориальные управления:
- Иркутский регион[4] (Иркутск)
- Северобайкальский регион[5] (Северобайкальск)
- Тайшетский регион[6] (Тайшет)
- Улан-Удэнский регион[7] (Улан-Удэ)

Возглавляет каждое представительство на месте заместитель начальника дороги. В оперативном подчинении каждого руководителя находятся линейные подразделения инфраструктуры, локомотивные депо.

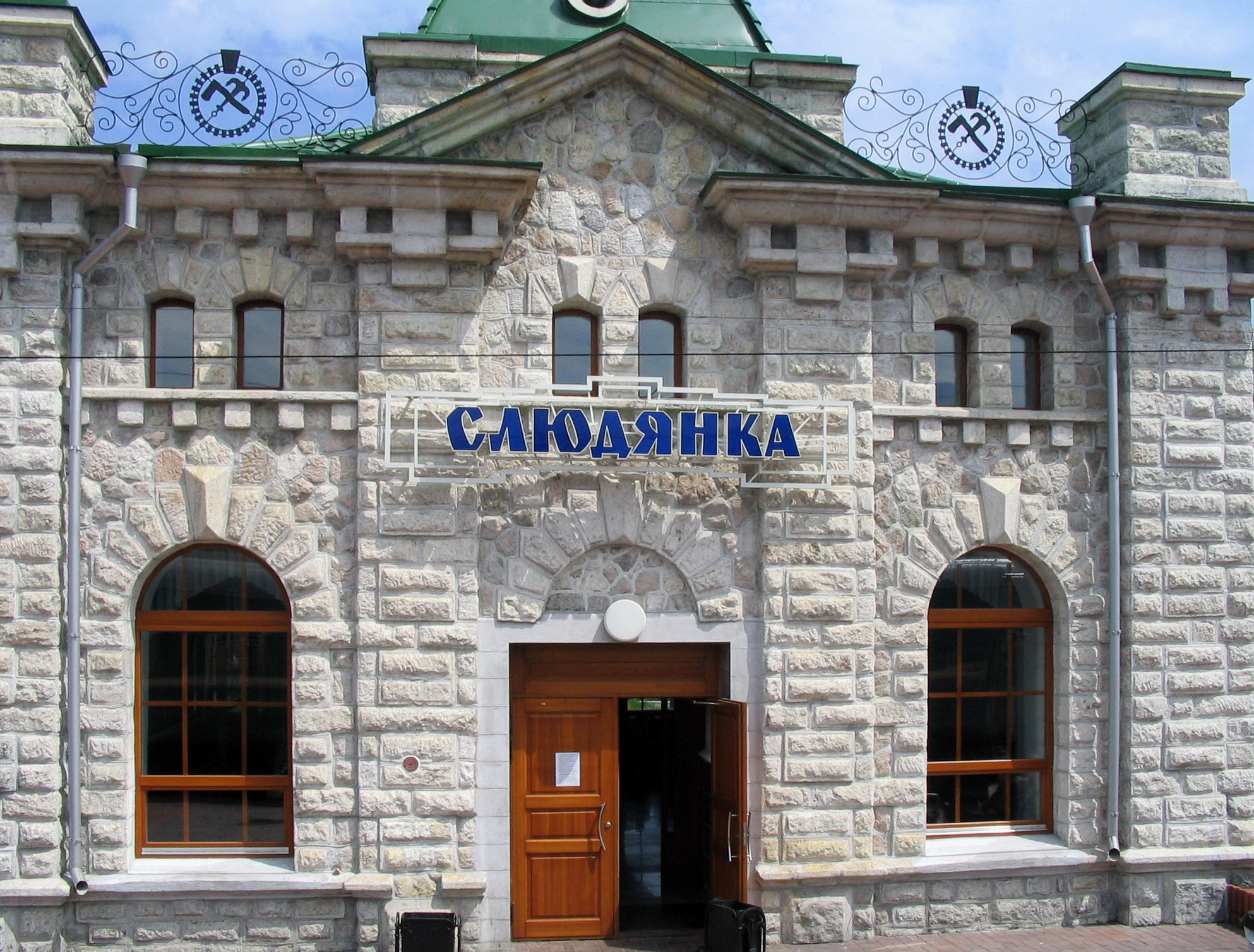
Железнодорожный вокзал станции Слюдянка

Основные локомотивные депо: Иркутск-Сортировочный, Тайшет, Вихоревка, Северобайкальск, Улан-Удэ.

## Начальники ВСЖД
- Голышев, Борис Григорьевич (1927–1937)
- Нестеренко, Митрофан Акимович (1945-1951)
- Саламбеков, Борис Константинович (1964–1968)
- Тетерский, Георгий Игнатьевич (1968–1979)
- Цинцадзе, Шалва Омехович (1979–1988)
- Комаров, Геннадий Павлович (1988–2000)
- Касьянов, Александр Иванович (2000–2004)
- Тишанин Александр Георгиевич (2004–2005)
- Воротилкин, Алексей Валерьевич (2005–2008)
- Краснощёк, Анатолий Анисимович (2008–2011)
- Фролов, Василий Фёдорович (2011-2021)
- Владимиров, Вадим Владимирович (2021-2024)
- Фролов, Василий Фёдорович (с июня 2024) назначен ЦЗ-Н

## Основные показатели
Основные показатели за 2018 год:
- Эксплуатационная длина – 3 876 км
- Численность сотрудников — 41 227 человека
- Средняя заработная плата – 65 300 рублей
- Погружено грузов – 64 млн тонн
- Перевезено пассажиров: в дальнем сообщении – 2,9 млн человек., в пригородном – 10 млн человек.

## Фирменные поезда
Пассажирское депо Иркутск формирует и обслуживает пассажирский фирменный поезд «Баргузин» (Иркутск — Забайкальск). Его время в пути следования по маршруту Иркутск – Забайкальск составляет 31 час 35 минут, а из Забайкальска в Иркутск – 29 часов 29 минут. Поезд следует из Иркутска по понедельникам и пятницам, из Забайкальска – по средам, воскресеньям.
Ранее существовали и другие фирменные поезда, например, «Байкал» (Иркутск — Москва, позже — Иркутск — Санкт-Петербург),  «Ангара» (Иркутск — Гидростроитель (Братск)).